# 吳球 (江蘇)
吳球（？—？），中國清朝官員，江蘇江寧人。舉人出身。乾隆五十九年（1794年）接替單瑞龍擔任台灣府嘉義縣知縣。該知縣掌管今嘉義縣、嘉義市、雲林縣一帶政事。